# Kamenný Malíkov
Kamenný Malíkov település Csehországban, a Jindřichův Hradec-i járásban. Kamenný Malíkov Jarošov nad Nežárkou, Bednárec és Bednáreček településekkel határos. Lakosainak száma 73 fő (2024. január 1.).

## Népesség
A település lakosságának változását az alábbi diagram mutatja:
| Lakosok száma | 276  | 289  | 285  | 158  | 109  | 69   | 74   | 65   | 73   | 73   |
|               | 1869 | 1890 | 1921 | 1950 | 1980 | 2001 | 2017 | 2019 | 2022 | 2024 |